# Dessie
Dessie (ook geschreven als Dese en Dessye) is een stad in Ethiopische regio Amhara. De stad ligt in het hoogland, op 2500 meter boven zeeniveau.
Dessie telt naar schatting 169.000 inwoners.